# Loheland
Loheland ist Teil der Ortsteile Dirlos und Pilgerzell der Gemeinde Künzell bei Fulda in Hessen mit ca. 70 Einwohnern. Loheland ist landesweit vor allem durch die Loheland-Gymnastik sowie die kunstgewerblichen Produkte der Loheland-Werkstätten bekannt geworden. Heute gehören zu der anthroposophischen Siedlung verschiedene Bildungseinrichtungen und Betriebe, die unter dem Dach der Loheland-Stiftung von einem Geschäftsführer und einem Vorstand geführt werden.

## Geschichte und Gegenwart

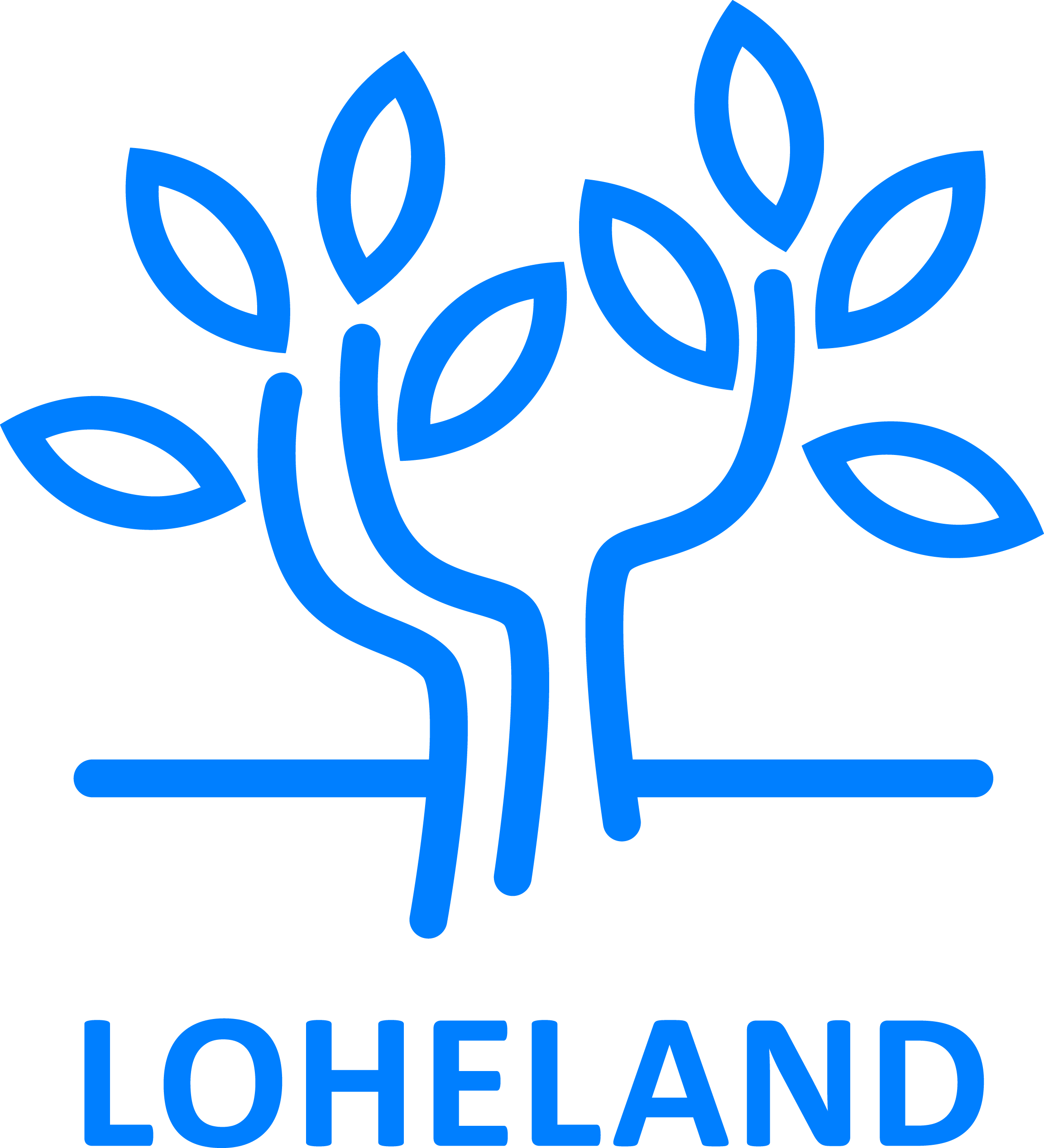
Logo der Loheland-Stiftung

Die Initiative zur Gründung der Schulsiedlung ging von den beiden Leiterinnen des „Seminars für klassische Gymnastik“ Hedwig von Rohden (1890–1987) und Louise Langgaard (1883–1974) aus, die 1919 am Fuße der Rhön 45 ha Wald und Ackerfläche erwarben. Bereits seit 1912 hatte eine Frauenbildungseinrichtung mit „Seminar für klassische Gymnastik“ bestanden, die schon mehrere Male den Standort hatte wechseln müssen. Dieses „Seminar für klassische Gymnastik“ wurde zu einer Ausbildungsstätte nach ihren Vorstellungen und Idealen aufgebaut: der „Lohelandschule für Gymnastik, Landbau und Handwerk“. Ausgehend von „Leben ist Bewegung – Bewegung lebendige Form“ gestalteten die Frauen einen Ort, an dem Lernen, Arbeiten und Leben Hand in Hand gehen sollten. Die Loheländerinnen integrierten Gymnastik, Garten- und Ackerbau, Handwerk und Kunst in ihrem Konzept. Ende der 1920er Jahre wurde das Gelände durch Zukauf erweitert und über die Jahrzehnte hinweg bebaut. Neben Wohnräumen für die Lehrerinnen und Studentinnen entstanden Unterrichtshäuser, Werkstätten und Wirtschaftsgebäude. Dank ihrer intensiven „Strategie der Anpassung“ gelang Louise Langgaard der Erhalt der Schulsiedlung in der Zeit des Nationalsozialismus.
Anfang der 1960er Jahre lebten 350 bis 400 Frauen, Männer und Kinder in der Loheland-Gemeinschaft. Nach dem Zweiten Weltkrieg entwickelte sich Loheland mehr zu einer Einrichtung für vorschulische und schulische Bildung.
Heute ist Loheland von Gebäuden unterschiedlichster Größe und Erscheinung, beschatteten Wegen und viel „Grün“ geprägt. Auf dem weitläufigen Gelände der Siedlung befinden sich ein Waldorfkindergarten, die Rudolf-Steiner-Schule Loheland, Demeter-Landwirtschaft, eine Berufsfachschule für Sozialassistenz, das Archiv der Siedlung, eine Schreinerei, ein Tagungshotel, ein Café mit Laden und Wohnhäuser.

## Gymnastik-Ausbildung
Bis 2009 erfolgten Ausbildungen in Loheland-Gymnastik zum staatlich geprüften und anerkannten Gymnastiklehrer. In der Loheland-Akademie wurde in einem Studiengang zusätzlich die Ausbildung mit einer Doppelqualifikation wahlweise im Bereich der Gesundheitspädagogik oder Kreativpädagogik erweitert.

## Landschaft und Architektur
Die Streusiedlung Loheland fügt sich gut in die Landschaft ein. Seit 1927 wird das Areal biodynamisch gepflegt. Das heute 54 ha große Gebiet wird mit einem Masterplan fach- und denkmalgerecht weiterentwickelt. Seit 2015 sind die 17 Gebäude, sie noch aus der Zwischenkriegszeit stammen, im Sinne des Hessischen Denkmalschutzgesetzes als Einzeldenkmale ausgewiesen – doch nicht alle Gebäude aus dieser Zeit sind heute erhalten. Von der Zeit nach 1945 sind 7 Gebäude als konstituierende Bauten der Siedlung ausgewiesen.
- Holzhaus: Nur wenige Wochen nachdem der „Bund für klassische Gymnastik“ das Gelände gekauft hatte, wurde das Holzhaus 1919 als Notwohnhaus mit 17 kleinen Stuben für die Lehrerinnen errichtet. Hier war auch die zentrale Küche untergebracht. Bis Ende der 1920er Jahre wurde die Terrasse als „Speisesaal“ genutzt.[1]

- Rundbau: Der runde Sandsteinbau geht maßgeblich auf Louise Langgaard zurück und entstand 1920 als Unterrichtsraum für die Gymnastikschülerinnen. Zehn Jahre später wurde er zum Speisesaal der inzwischen rund 200 Personen umfassenden Lohelandgemeinschaft. Eine kleine Gruppe war daran beteiligt, unter anderem die spätere Architektin Gretel Norkauer sowie Kurt Wehlte, der die Pläne zeichnete. Der farbige Anbau aus Holz wurde in den 1980er Jahren ergänzt und wird heute als Waldorfkindergarten genutzt.[1]

- Waldhaus, auch Kurts-Bau: 1921 errichtete Kurt Wehlte das kleine Atelierhaus mit Pultdach vermutlich aus übrig gebliebenen Sandsteinen des Rundbaus. Etwas abseits von der eigentlichen Frauensiedlung Loeheland gelegen, nutzte er den so genannten Kurts-Bau oder Curts-Bau, der aus nur einem Raum bestand, zum Wohnen. Nach seinem Weggang wurde der Kurts-Bau zum Musikhaus, später zum Waldhaus. In den 1960er Jahren wurde das Gebäude vergrößert.[1]

- Transformatorenturm „Eulenturm“: 1923 wurde ein Turm nach Plänen des Fuldaer Architekten Hermann Mahr mit pilzförmigen Dach errichtet. Seinen heutigen Namen verdankt der Turm einer Eule, die darin wohnte.[1]

- Holzschuppen mit Wagenhalle: Ebenfalls von Hermann Mahr stammten die Pläne für den 1923 errichteten Holzschuppen mit Hühnerstall und Wagenstellflächen.[1]

- Franziskusbau: Nach einer Idee von Louise Langgaard wurde 1924 ein Festsaal mit gymnastischem Unterrichtsraum geplant, die vom Hamburger Architekturbüro Walter Baedeker realisiert wurde. Neben einer Erweiterung der Übung- und Umkleideräume war später eine spektakuläre Freilichtbühne auf dem Flachdach mit einer die gesamte Hausbreite umfassenden Außentreppe geplant, die auch ein 1925 erneutes Heizhaus integrierten sollte. Zu Beginn der 1980er Jahre wurde das Gebäude baulich stark verändert.[1]

- Steinhaus: Wurde 1924/25 nach einem Entwurf von Louise Langgaard mit einem kreisförmigen Grundriss errichtet. Seine Form mit der skulpturalen Dachbekrönung war wohl ursprünglich durch Gebäude des ungarischen Architekten Ende Toroczkai Vigand inspiriert.[4] Ursprünglich sollte das Steinhaus als „Wächterhaus“ den Eingang der Siedlung markieren, wurde tatsächlich aber als Wohnhaus genutzt.[1]
- Evahaus: Das spitzgiebelige Gebäude wurde 1924/25 aus Sandsteinen des eigenen Steinbruchs nach Plänen des Hamburger Architekturbüros Walter Baedeker errichtet. 2016 wurde es denkmalgerecht saniert. Das Gebäude wurde nach Eva Maria Deinhardt (1896–1977) benannt, die es mitfinanzierte und über viele Jahre bewohnte.[1]
- Waggonia: Unter der Holzverschalung der Waggonia verbergen sich vier über Eck gestellte, ehemalige Personenwagen 2. und 4. Klasse der Preußischen Staatseisenbahnen, die um einen Innenhof gruppiert sind.[5] Das Gebäude beherbergte die Fotowerkstatt, die als „Lichtbildwerkstatt Loheland“ bekannt wurde, die Schneiderei, die Lederwerkstatt, die Flickstube sowie zwei kleinere Studierendenzimmer. Im hinteren Zimmer lebte und arbeitete eine der Musikerinnen und Komponistinnen der Siedlung.[1]
- Kanzlei: 1926 wurde das Teilfertighaus mit den gelben Fensterläden von der Firma Lohmüller aus Güsten/Anhalt gebaut. Es beherbergte die Verwaltung, eine Poststelle sowie einen Verkaufsraum der Loheland-Werkstätten.[1]
- Windrad: Eines der Probleme bei der Gründung von Loheland war die Wasserversorgung. Ein Wünschelrutengänger fand im Tal zwischen Oberdirlos und Dietershausen im Metzegrund in der Aue zwei Quellen. Man errichtete ein Windrad mit Pumpstation, von wo das Wasser auf den Hügel gepumpt wurde. Auch auf Grund der häufigen Wartungsarbeiten am Windrad wurde später ein Dieselmotor angeschafft, der dann von einem Elektromotor ersetzt wurde.

## Galerie

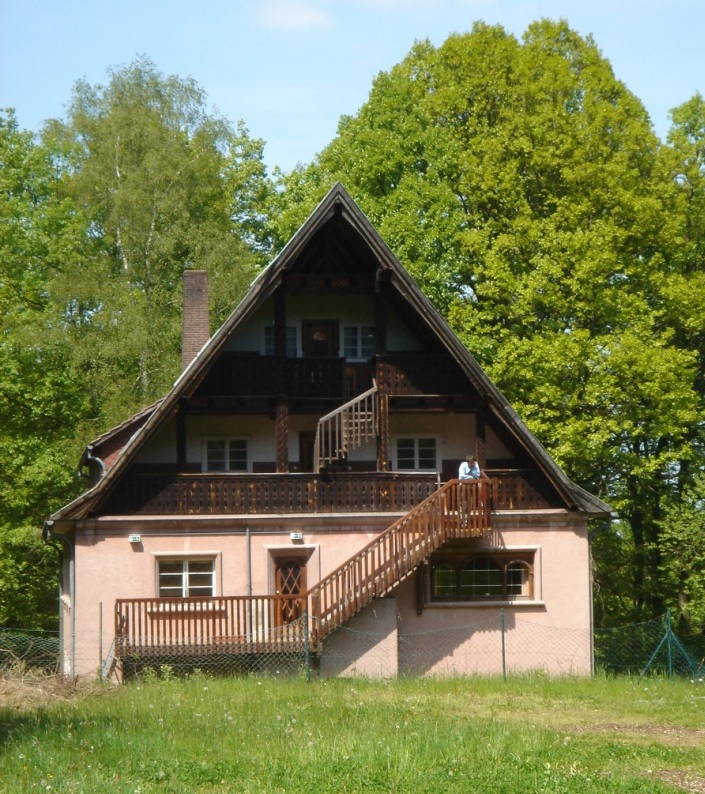
Giebelhaus (Loheland-Akademie)
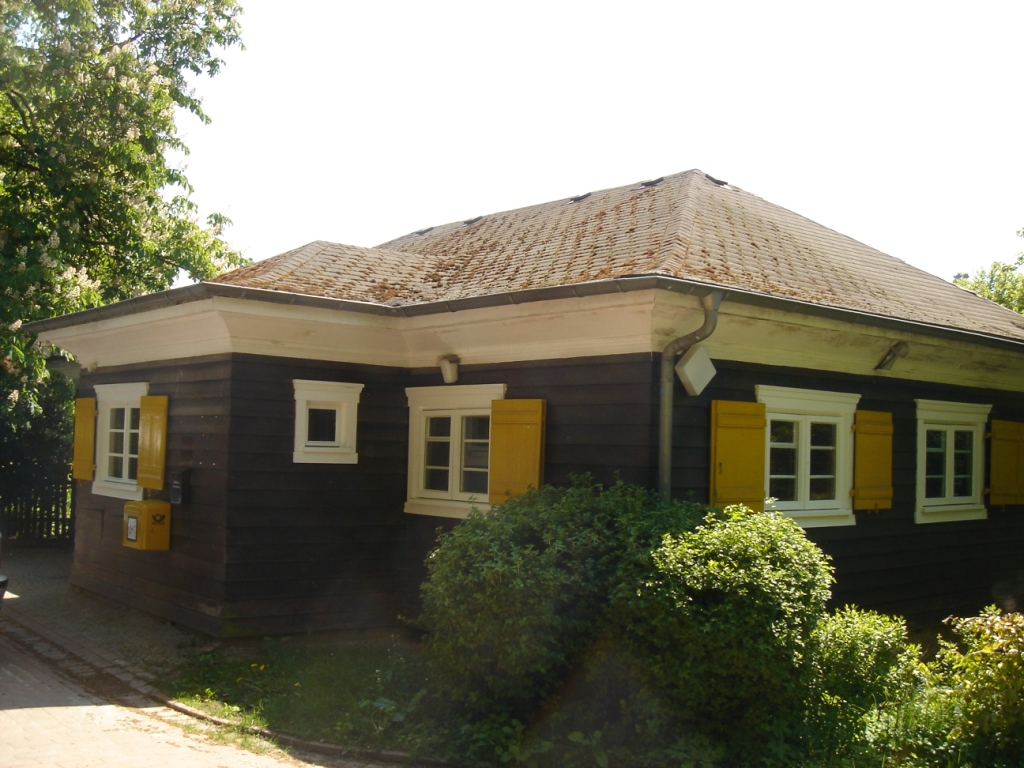
Alte Post
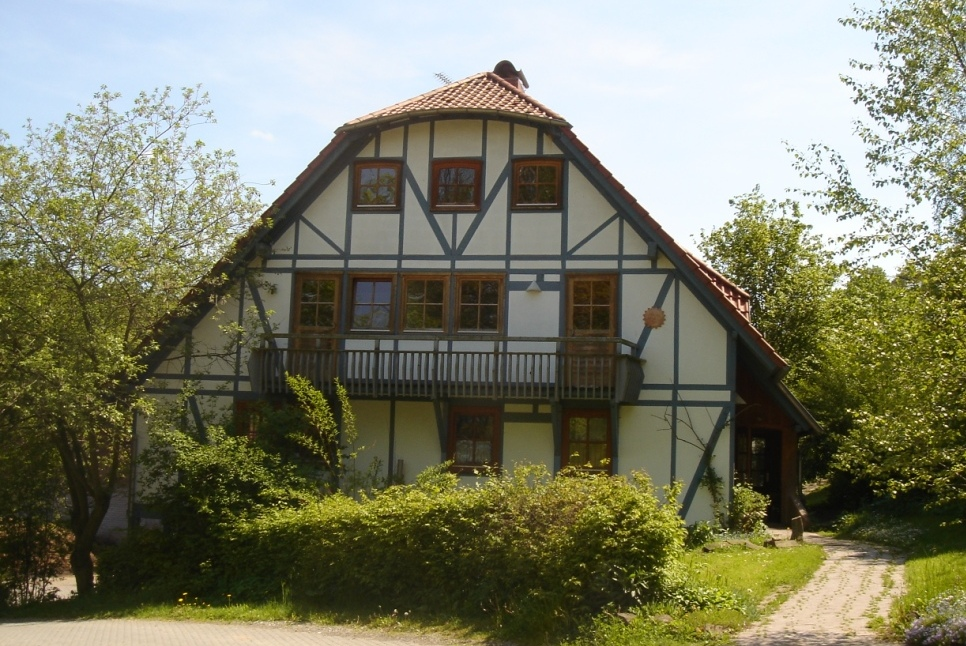
Bauernhaus
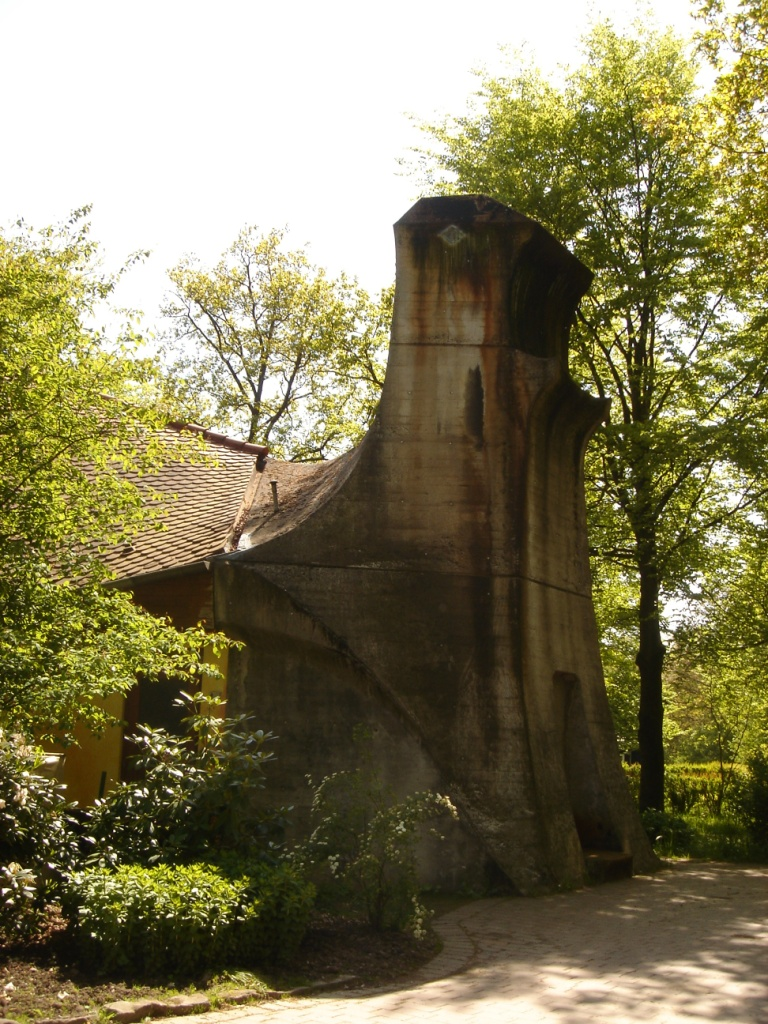
Zentrale Holzheizung

## Bekannte Loheländerinnen
- Louise Langgaard (1883–1974), Mitbegründerin
- Hedwig von Rohden (1890–1987), Mitbegründerin
- Eva Maria Deinhardt, Tänzerin
- Bertha Günther (1894–1975), Tänzerin und Eurythmielehrerin; bekannt geworden durch ihre Fotogramme
- Valerie Wizlsperger (1890–1975), von 1939 bis mindestens 1971 Geschäftsführerin der Loheland-Schule